# Crime Patrol 2: Drug Wars
Crime Patrol 2: Drug Wars är ett interaktivt TV-spel utgivet av American Laser-spel 1993. och återutgivet av Digital Leisure 2002.

## Handling
Spelet är inriktat på kampen mot narkotikan. Knarklangaren Lopez härjar i Sydamerika. Spelet utspelar sig i Sierra County i New Mexico, Chicago, gränsen mellan Mexiko och USA samt i Sydamerika.

### Fotnoter
1. ↑  ”Drug Wars” (på engelska). Mobygames. 11 mars 1993. http://www.mobygames.com/game/drug-wars. Läst 18 maj 2015.